# Ianhedgea minutiflora
Ianhedgea es un género monotípico de la familia Brassicaceae. La única especie, Ianhedgea minutiflora, es originaria de Asia.

## Descripción
Son hierbas que alcanzan un tamaño de 4-20 (-30) cm de altura, escasamente a moderadamente pubescentes con tricomas, finamente ramificados de 0,1 mm. Tallos delgados, ramificados por encima o raramente simples, ramas filiformes. Las basales y caulinares más bajas son pinnatisectas, con 1 o 2 lóbulos laterales; pecíolo 5-12 mm, lóbulos lineales, filiformes, estrechamente oblongas o oblanceolate lineal,   3-9  × 0.2-0.8  mm, margen entero, ápice obtuso. Las hojas medias y altas 3-lobuladas, similar a las hojas inferiores. El eje de la infrutescencia muy poco o raramente flexuoso.  Frutas lineales,   0.7-1.8  cm × 0,5 a 0,8 mm; válvas glabras o escasamente pubescentes; estilo ausente, obsoleto, o rara vez a 0,1 mm. Semillas marrón, oblongas. Fl. Mayo-agosto, fr. Junio-agosto. Tiene un número de cromosomas de 2n = 28.

## Distribución y hábitat
Se encuentra en la piedra caliza, afloramientos de mármol, laderas pedregosas, a una altitud de 2600-4200 metros en Xizang, Afganistán, India, Pakistán, Tayikistán, Turkmenistán, Uzbekistán y suroeste de Asia.

## Taxonomía
Ianhedgea minutiflora fue descrito por (Hook.f. & Thomson) Al-Shehbaz & O'Kane y publicado en Edinburgh Journal of Botany 56: 322. 1999.
sinonimia
- Guillenia minutiflora (Hook. f. & Thomson) Bennet
- Microsisymbrium minutiflorum (Hook. f. & Thomson) O.E. Schulz[3]
- Sisymbrium minutiflorum Hook. f. & Thomson basónimo